# کاترین هندریش
کاترین هندریش (انگلیسی: Kathrin Hendrich؛ زادهٔ ۶ آوریل ۱۹۹۲) یک بازیکن فوتبال اهل آلمان است.
وی همچنین در تیم ملی فوتبال زنان آلمان بازی کرده است.